# 安河桥北站
安河桥北站是一个位于中华人民共和国北京市海淀区青龙桥街道龙背村路与小清河路交叉口西側，属于北京地铁4号线的地铁车站。因车站地处于“安河桥”以北而得名，此车站最初规划阶段曾称为“龙背村站”。2009年9月28日随4号线开通正式投入运营。
安河桥北车站的北侧接轨用于4号线列车停放和日常维修的龙背村停车场。安河桥北站设有换乘停车场。
最初建设中時曾规划预留4号线北端向北延伸，后来由16号线方案取代向北延伸。

## 位置
该站地处海淀区西北五环路西北，马连洼西路及京密引水渠以东，位于龙背村路西侧，呈南北向布置。

## 结构

### 车站楼层
安河桥北站为4号线全线唯一的地面车站。
安河桥北站北侧是4号线列车折返线与停车库出库联络线。
| 地面层   | 站厅                                | B出入口、客务中心、进出站闸机    |
| 地面层   | 側式月台，右側開門                  |                                  |
| 地面层   | █ 4号线终点站 落客月台              |                                  |
| 地面层   | █ 4号线往天宫院（大兴线）（北宫门） |                                  |
| 地面层   | 島式月台，左/右側開門               |                                  |
| 地面层   | █ 4号线往天宫院（大兴线）（北宫门） |                                  |
| 地面层   | 站厅                                | A出入口、客务中心、进出站闸机    |
| 地下一层 | 联络层                              | C、D出入口、客务中心、进出站闸机 |

### 站厅

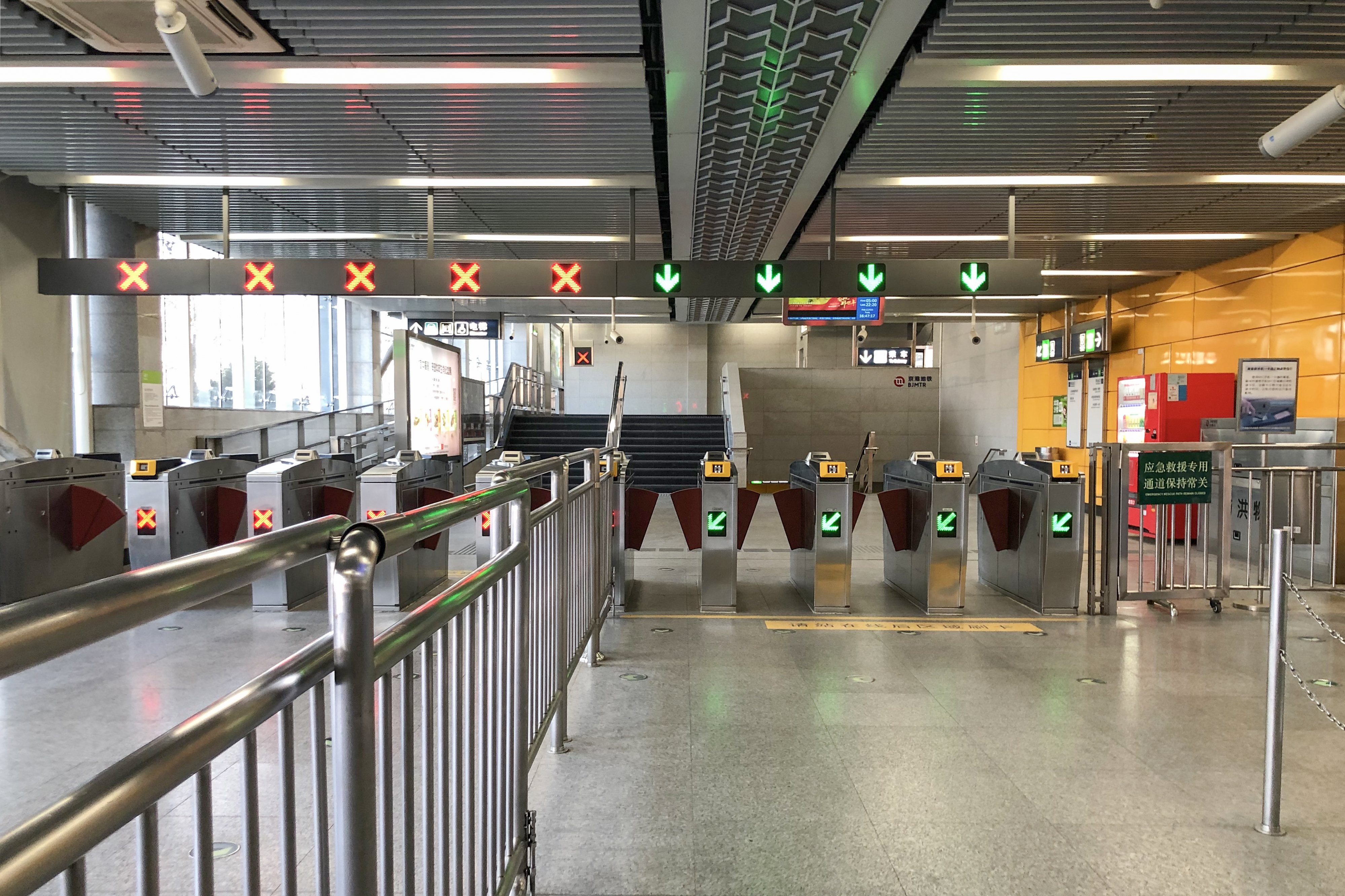
东北站厅（2021年2月摄）

本站的西北和东北口各设有一个较大的站厅，这两个站厅位于地面层，设有客务中心和售票机，连接付费区内的北侧地下联络通道，乘客通过该通道及其中部的扶梯或直梯前往出发站台，北侧两站厅的南部各设一部前往地下联络通道的直梯。西南和东南出口则连接至南侧的地下联络通道，服务这两个出口的客务中心和售票机设于地下一层。

### 站台
本站设有一个岛式站台和一个侧式站台。车站东侧的侧式站台为终点落客站台；其西侧岛式站台停靠始发列车。4号线月台南端站前设有单渡线，供列车进行站前折返。北端站后设有折返线，供列车进行站后折返或前往停车场车库。

### 出入口
安河桥北车站共设有西北(A)、东北(B)、东南(C)、西南(D) 共4个出入口。东北 (B) 出入口配合与地铁4号线接驳设立公交车场站。
|                       |                  |                                                                                     |      |            |
| 编号                  | 指示             | 建议前往的目的地                                                                    | 照片 | 无障碍设施 |
| 出口 · A · 升降机标志 | 小清河路（东侧） | 小汽车接驳停车场、马连洼西路、黑山扈路、中国人民解放军国防大学                      |      |            |
| 出口 · B · 升降机标志 | 龙背村路（西侧） | 裕祺隆园、北京华联龙背村购物中心、4号线龙背村停车场、中关村第一小学、天秀花园安和园 |      |            |
| 出口 · C              | 龙背村路（西侧） | 安河桥大街、中共中央党校                                                            |      | 不適用     |
| 出口 · D              | 小清河路（东侧） | 马连洼西路、正红旗                                                                  |      | 不適用     |
| 註： 設有             |                  |                                                                                     |      |            |

## 接驳交通
安河桥北站在西北出入口、东北出入口、西南出入口设置三处"P+R"停车场，占地面积约2万平方米。为吸引更多私家车主享受2元泊車一天的优惠，安河桥北站“P+R”停车场首批进行机械式立体化改造，在占地面积不变的情况下，改造后车位数从750个增至1500个，以缓解停车压力改善供不应求的状况。本站在B出入口东侧亦设有公交场站。

## 外部連結
- 安河桥北站 （页面存档备份，存于）－北京地铁官方网站
- 安河桥北站 （页面存档备份，存于）－京港地铁